# 朱维良
朱维良（Winston Choo Wee Leong，1941年7月18日—），新加坡华人，新加坡共和国武装部队首任三军总长，中将军衔，退伍后担任外交部官员。

## 生平
朱维良的祖父用温斯顿·丘吉尔的名字给朱维良起英文名「温斯顿」（Winston）。朱维良早年住在新加坡的纽顿，在蒙克山小学（1947年－1952年）和英华中学（1953年－1957年）念书。他在英华中学念书时当过学校足球队队长，参加过男少年旅，并赢得女皇徽章（现已改名为‘创始人徽章’）。
朱维良于1959年12月加入新加坡武装部队，到马来亚波德申进行训练，1961年12月完成训练后被授予少尉军衔，随后在第一步兵营担任排长。在1963年至1964年期间，他曾参加过两次军事行动：当印度尼西亚－马来西亚对抗爆发时，他被派遣到到婆罗洲石峇迪岛驻守；1964年新加坡种族骚乱发生时，他带领军士进行巡逻。1965年8月9日，新加坡获得独立，时任第一步兵营信号官的朱维良被任命为新加坡首任总统尤索夫·伊萨的副官。1966年，他回到武装部队工作，在1967年至1968年之间担任第一信号营長。1968年，朱维良前往英国信号学院上长途电信课程，学成后回国担任第一信号营副營長。1970年，他被任命为信号总长。1971年，朱维良短期担任第四步兵营長，在接下来的一年多在新加坡指挥与参谋学院以及美国堪萨斯州莱文沃思县的美国陆军指挥参谋学院进修。1972年9月，朱维良回到新加坡后再次担任第一步兵营長，在同年年底被任命为新加坡第二任总统本杰明·薛尔思的副官，并担任第二步兵旅長。他的军衔也升至上校。1973年，朱维良改调到国防部总部当训练处和组织与计划处处长。1974年，他接替克巴·拉穆·维克（Kirpa Ram Vij）当总参谋长一职，1976年升级至准将，1978年升至少将。1978年至1981年期间，朱维良在新加坡国立大学历史学院研读军史，1982年到美国杜克大学深造，同年毕业后获得硕士学位，并回国继续担任总参谋长。1988年，朱维良升级至中将，在1990年5月成为新加坡首任三军总长。他在1992年6月30日退伍，随后到美国哈佛大学商学院上高级管理课程。卸任前的朱维良曾到马来西亚进行为期三天的告别访问，并会见该国首相马哈迪·莫哈末。
朱维良在退伍后到外交部工作，在1994年至1997年期间担任新加坡驻澳洲和斐济高级专员，2001年至2005年期间担任新加坡驻南非高级专员。此外，他也曾代表新加坡駐巴布亚新几内亚（2000年－2006年）和以色列（2005年－）非常駐大使。与此同时，朱维良也在许多机构担任非执行职位，其中包括：新加坡中央公积金局副主席（1992年－1994年）、新科动力公司主席（1992年－1994年）、新科公司董事会会员（1984年－1992年）、吉宝－达利银行董事会会员（1992年－2001年）、新加坡红十字会主席（1996年－2008年）等等。他也曾为一些文学作品做出贡献，其中包括他对吴庆瑞和在外交部工作期间的回忆录和《祖父母来信》（2008年出版）。
朱维良有两姐妹。他在1966年12月3日娶Katherine Seow为妻，有两个子女和四个孙子女。
2006年，新加坡国家图书馆举办展览，展示朱维良一生所获得的一些奖章，其中包括：美国功绩勋章（指挥官级）（1978年）、行政功绩奖章 (金)（1978年）、行政功绩奖章 (金，武装部队)（1981年）、马来西亚作战服务星章（一级）（1986年）、马来西亚武装部队英勇荣誉奖章（一级）（1987年）、卓越功绩服务勋章 (武装部队)（1990年）、公共服务奖章（2005年）、公共服务星章（2009年）等等。

## 著作
- 《攜手克服逆境：新加坡以色列建交50年》（2019年），專章作者